# Dušan Salfický
Dušan Salfický (* 28. März 1972 in Chrudim, Tschechoslowakei) ist ein ehemaliger tschechischer Eishockeytorwart. Zuletzt war er zwischen April 2014 und Mai 2016 Sportdirektor beim HC Pardubice aus der tschechischen Extraliga. Seit 2016 gehört er dem Regionalparlament des Pardubický kraj an, zudem ist er seit 2014 Stadtrat in Pardubice. Er ist Mitglied der ANO 2011.

## Karriere
Dušan Salfický begann seine Profikarriere 1989 beim Poldi SONP Kladno, als er in einem Spiel der 1. Liga in der Herrenmannschaft des Vereins eingesetzt wurde. Ab 1990 spielte er für den HC Pardubice. Während der folgenden sechs Spielzeiten bei den Tschechen gab er kurze Gastspiele bei den Tri-City Americans aus der Western Hockey League, dem HC Tábor, SK Botas Skuteč sowie dem HC Hradec Králové. 1996 ging der Torhüter in seine letzte Spielzeit im Trikot des HC Pardubice, da er nach der Saison zum Ligarivalen HC Škoda Plzeň wechselte, für die er bis 2002 im Tor stand. Beim NHL Entry Draft 2001 wurde Salfický in der fünften Runde an insgesamt 132. Stelle von den New York Islanders ausgewählt. Daraufhin stand er für vier Spiele im Tor der Bridgeport Sound Tigers, kehrte allerdings vorzeitig wieder nach Pardubice zurück.
Nach der Saison 2001/02 verpflichtete ihn der HK ZSKA Moskau aus der russischen Superliga, welche er 2004 in Richtung Sewerstal Tscherepowez verließ. Dort hielt es den Linksfänger nur eine Saison und er ging 2005 zu Chimik Moskowskaja Oblast, wo er durchschnittlich nur 2,11 Gegentreffern pro Spiel hinnehmen musste und mit dem Team den sechsten Platz im Endklassement erreichte. Nach dem Wechsel zum HC Sparta Prag gewann Salfický 2007 seine erste Tschechische Meisterschaft und spielte im IIHF European Champions Cup. 
Nachdem Salfický die Spielzeit 2007/08 beim russischen Aufsteiger Torpedo Nischni Nowgorod verbracht hatte, verpflichtete ihn der tschechische Zweitligist HC Slovan Ústečtí Lvi, für den er seither spielt. Am Ende der Spielzeit 2008/09 gewann er mit den Adlern aus Ústí nad Labem die Meisterschaft der 1. Liga, scheiterte jedoch in der Relegation für die Extraliga am BK Mladá Boleslav.
Die folgende Spielzeit begann er bei Ústí, bevor er im Oktober 2009 an den HC Plzeň als Ersatz für den verletzten Tomáš Pöpperle ausgeliehen wurde. Auch in der folgenden Spielzeit wurde diese Ausleihe fortgesetzt, zudem erhielt Salfický Einsätze beim HC Litomerice. Die Saison 2011/12 begann er erneut beim  HC Litomerice, ehe er im November 2011 an den HC Karlovy Vary ausgeliehen wurde und dort auf 24 Extraliga-Einsätze kam. Zum Ende der Saison wurde der Leihvertrag dann an den HC Pardubice übertragen, der ihn zur Saison 2012/13 fest verpflichtete.
2014 beendete er seine Karriere und wurde Sportdirektor beim HC Pardubice.

### International
Auf internationaler Bühne spielte Dušan Salfický bei den Weltmeisterschaften 2000, 2001 und 2002 sowie bei den Olympischen Winterspielen 2006 in Turin für die tschechische Nationalmannschaft. Bei den Weltmeisterschaften der Jahre 2000 und 2001 gewann der Keeper jeweils die Goldmedaille. Zudem erhielt er bei den Olympischen Winterspielen die Bronzemedaille, obwohl er hinter Dominik Hašek, Milan Hnilička und Tomáš Vokoun nur vierter Torhüter der Tschechen war und ohne jeden Einsatz blieb.

## Erfolge und Auszeichnungen
- 2000 Goldmedaille bei der Weltmeisterschaft
- 2001 Goldmedaille bei der Weltmeisterschaft
- 2006 Bronzemedaille bei den Olympischen Winterspielen
- 2007 Tschechischer Meister mit dem HC Sparta Prag
- 2009 Meister der 1. Liga mit dem HC Slovan Ústečtí Lvi
- 2012 Tschechischer Meister mit dem HC Pardubice